# Maunusaari
Maunusaari är en ö i Finland. Den ligger i sjön Maunujärvi och i kommunen Kuusamo i den ekonomiska regionen  Koillismaa ekonomiska region  och landskapet Norra Österbotten, i den nordöstra delen av landet, 700 km norr om huvudstaden Helsingfors. Öns area är 18,8 hektar och dess största längd är 0,9 kilometer i sydöst-nordvästlig riktning.